# Chaerephon
Chaerephon là một chi động vật có vú trong họ Dơi thò đuôi, bộ Dơi. Chi này được Dobson miêu tả năm 1874. Loài điển hình của chi này là Molossus (Nyctinomus) johorensis Dobson, 1873.

## Các loài
Chi này gồm các loài: